# 鐵道外科

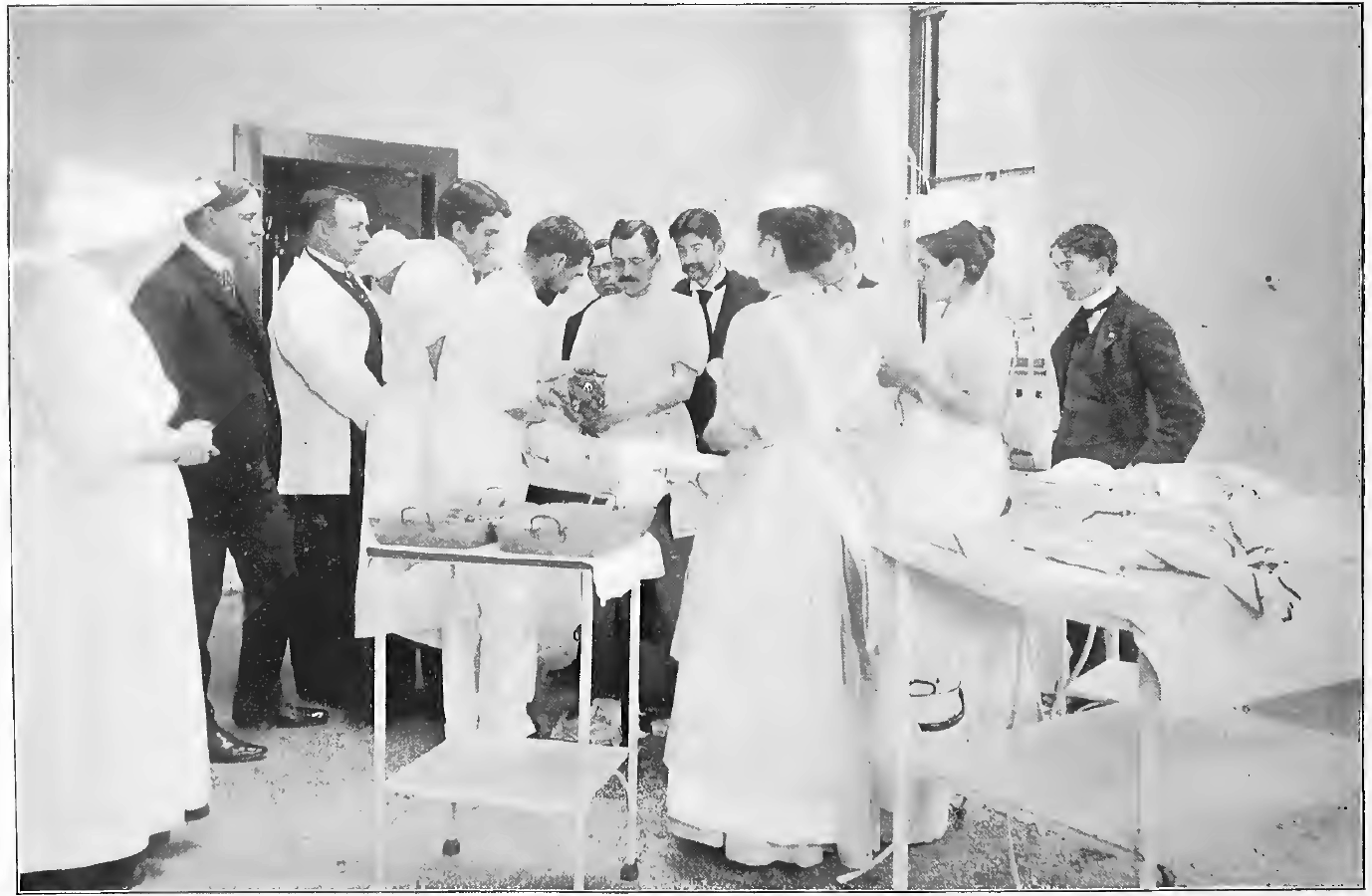
約1898年，一支鐵路外科團隊正在進行大腿截肢手術

鐵路外科（英語：railway surgery）是醫學的一個分支，在19世紀至20世紀初蓬勃發展。它主要關注鐵路公司的醫療需求。根據國家不同，其涵蓋範圍可能包括以下部分或全部：為鐵路員工提供普通科醫療服務、處理鐵路意外造成的創傷外科、職業健康安全管理、處理針對公司的醫療法律賠償申索相關活動，以及職業測試。
鐵路外科在美國發展得尤為成熟，擁有正式的專業組織和學術期刊。其中一個原因是美國的鐵路特別危險，撞車事故導致大量傷亡，而工業意外中受傷的工人數目甚至更多。另一個原因是，美國許多鐵路路線穿越的地區幾乎沒有或根本沒有現存的醫療基礎設施。相比之下，歐洲的鐵路較安全，且醫療基礎設施通常已經到位。歐洲鐵路外科醫生的職責主要涉及調查意外事故以及處理乘客因此提出的索償。在印度，鐵路同樣面臨缺乏現有醫療設施的問題，需要像美國一樣從零開始建設。印度鐵路至今仍維持著一個醫院網絡。
到了20世紀中葉，鐵路外科逐漸失去了其獨立的專業地位。其他工業的興起以及鐵路安全性的提高，意味著鐵路不再是造成傷害的主要突出領域。同樣地，工業醫學和職業健康安全成為了所有行業關注的問題。醫學界不再需要一個針對特定行業的分支。

## 職能

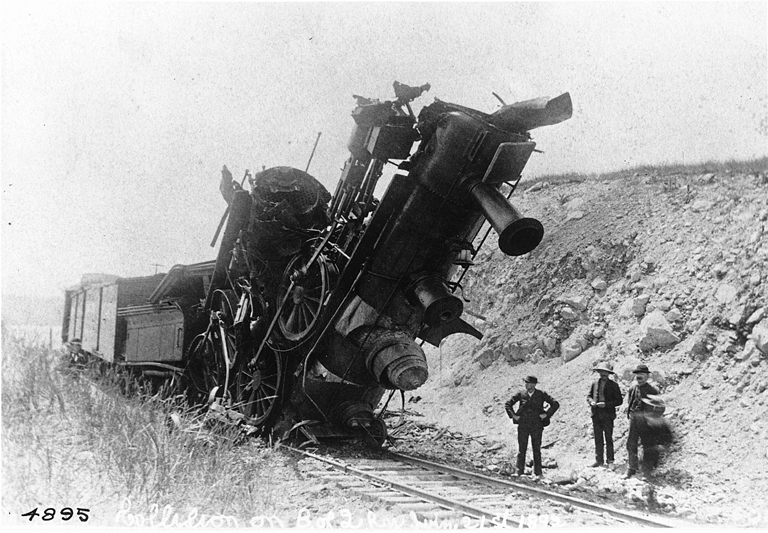
1892年，昆特灣鐵路發生火車頭對撞事故

鐵路外科醫生的主要職責是處理鐵路員工和乘客遭受的大量傷害。他們也負責評估針對公司的醫療索償，並為員工和求職者提供常規體檢。 鐵路外科醫生熱衷於將他們的專業確立為一個具有獨特問題的獨立學科。例如，1899年出版的教科書《鐵路外科》（Railway Surgery）就用整整一章來論述，鐵路上重型移動設備造成的擠壓傷與其他行業的傷害有所不同。
鐵路外科醫生的薪酬普遍不高。雖然首席外科醫生或顧問外科醫生可能獲得優厚的薪金，但在鐵路線上工作的普通醫生待遇並不豐厚。

### 創傷性損傷

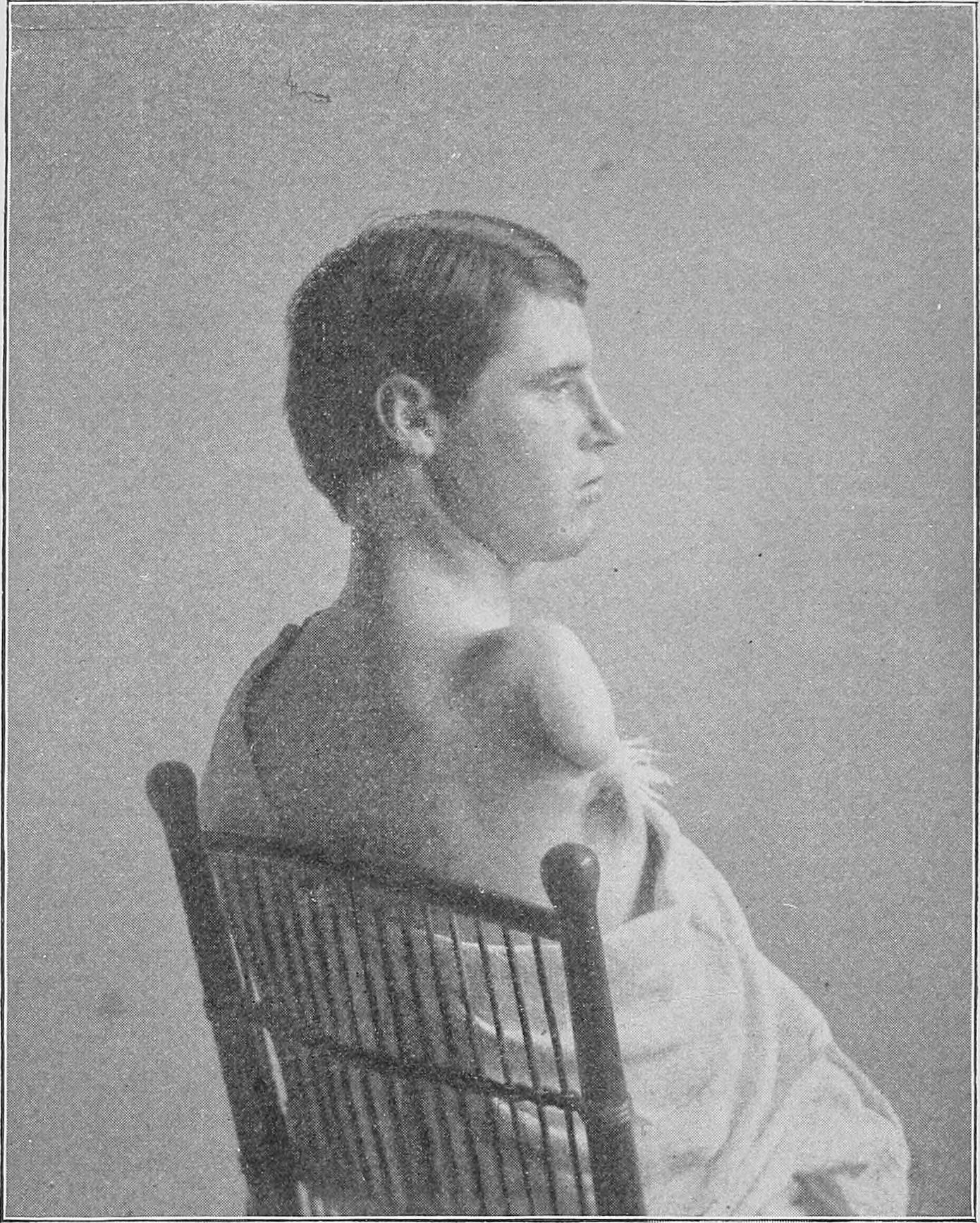
《鐵路外科》教科書中的肩部截肢插圖

在19世紀，火車相撞事故頻繁發生，造成許多人死亡和骨折。 在歐洲，大多數傷害是由於碰撞造成的，因此受傷者主要是乘客而非員工。例如，在1887年的英國，因貨車間擠壓或被火車撞擊等在線路上發生的意外（主要受害者是鐵路員工）遠少於因碰撞而受傷的乘客。 在美國，鐵路則危險得多。 但與直覺相反的是，這導致員工受傷佔了絕大多數。1892年，美國鐵路報告了28,000名工人受傷，而乘客受傷人數為3,200人。最危險的職位是煞車員，其工作包括連接和分離貨車。最常見的傷害是煞車員在執行此任務時被貨車夾傷。 所有鐵路員工受傷個案中，有三分之一是手或手指被壓傷。
隨著世紀的推進，死傷人數迅速增加。在美國，首宗死亡事故發生於1831年。到了1853年，當年發生了11宗重大撞車事故，共有234人死亡。 1890年，死亡人數為6,335人，受傷人數為35,362人， 到1907年達到了近12,000人死亡的高峰。 在英格蘭，早期的鐵路死亡事故受害者包括利物浦的英國國會議員威廉·赫斯基森，他在1830年利物浦和曼徹斯特鐵路開幕期間喪生。 在整個英國，死傷人數的增長遠不如美國劇烈。1855年有338名乘客死傷，1863年為435人，但與此同時乘客數量也在增加。大約從這段時期的中段開始，隨著安全性的提高，受傷率開始下降——從1855年的每百萬乘客2.85人降至1863年的2.12人。 法國、普魯士、比利時和德國等其他歐洲國家也呈現類似的低比率情況。
許多傷害需要截肢。例如，巴爾的摩與俄亥俄鐵路在1880年報告了184宗肢體壓傷事故，其中包括85宗骨折和15宗截肢。 需要進行截肢和其他外科手術，這或許是鐵路外科醫生被稱為「外科醫生」（surgeon）而非「醫生」（doctor）或「內科醫生」（physician）的原因。雖然創傷性損傷並非他們處理得最頻繁的病症（最常見的是傳染病），但這確實使他們有別於典型的普通科醫生。其他影響因素可能包括與帆船時代的船醫比較，以及外科醫生較高的社會地位和薪酬。
在加拿大聖約翰救傷隊的查爾斯·迪克森（Charles Dickson）倡議下，並得到許多鐵路外科醫生的支持，急救箱和急救訓練得以推行。一位鐵路外科醫生報告說，引入急救後，他進行截肢手術後的死亡率下降了一半以上。推行急救也遇到一些反對聲音，擔心這會削弱醫生的專業地位，以及擔心當地的合約鐵路外科醫生會失去他們原本可以從這些工作中獲得的費用。 然而，到了第一次世界大戰時，火車上配備急救箱已變得相當普遍。
隨著二十世紀的發展，鐵路安全顯著改善。以至於到了1956年，切薩皮克與俄亥俄鐵路外科醫生協會主席在被問及是否在公司醫院處理大量意外個案時，可以回答說：「是的，我看到很多來自公路的意外事故」，並且「我們團隊的主要目的幾乎已經消失了。」 鐵路外科這一學科已被納入更廣泛的創傷外科領域。

### 鐵路脊柱症候群

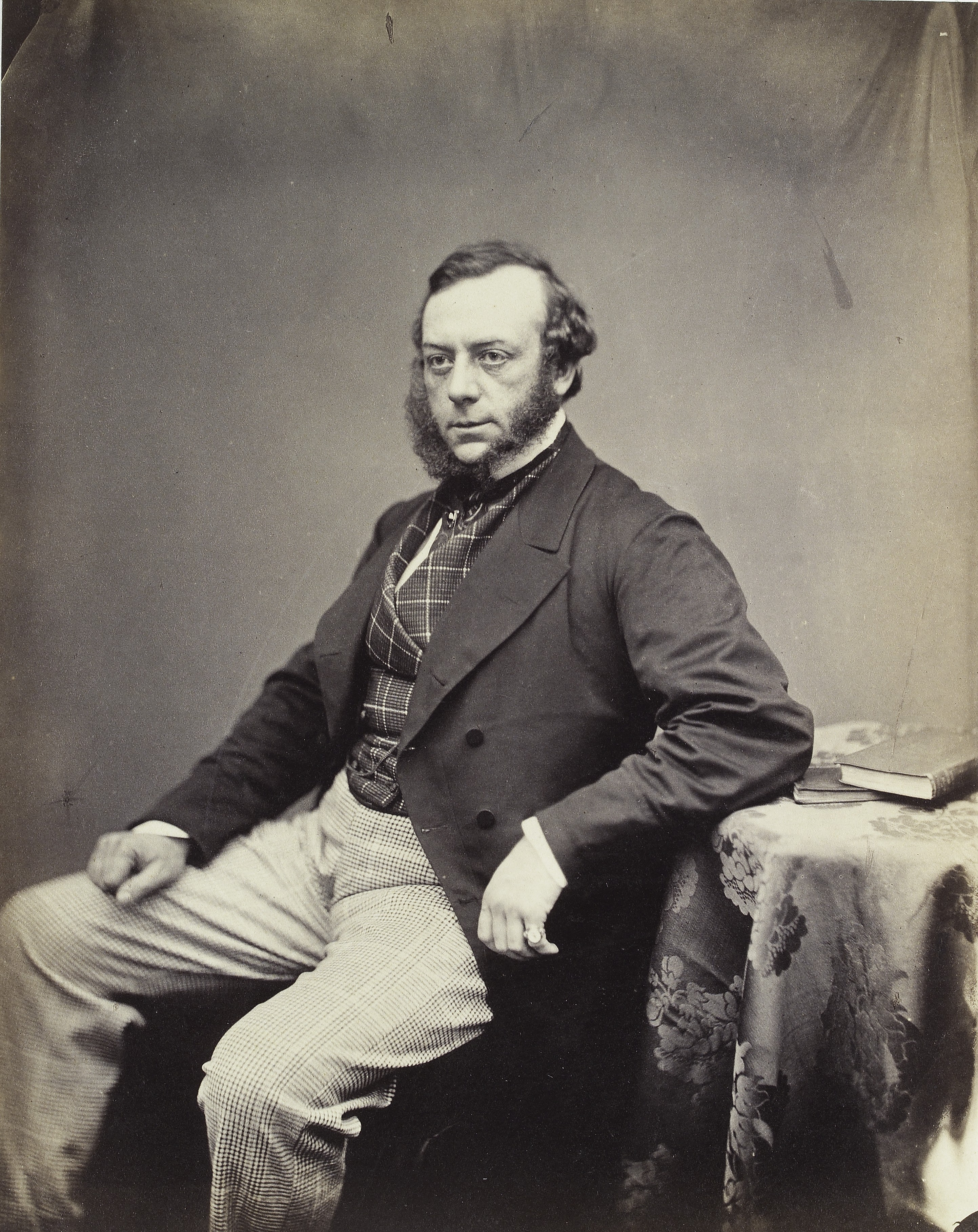
約翰·埃里克·埃里克森

鐵路外科醫生的一個重要職能是控制針對公司的索償成本，這導致了在治療病人方面存在利益衝突。例如，密蘇里太平洋鐵路的首席外科醫生曾自豪地宣稱，他將索償金額控制在14至35美元之間，而另一家鐵路公司的平均索償額接近600美元。公司醫務人員也被期望透過提供專家證據來協助達到政治目的。在某些情況下，任命首席外科醫生純粹是基於他們與重要政治人物的關係。
欺詐性索償是鐵路公司非常關注的問題。有時，這些是騙徒完全捏造的「意外」；但更常見的是對真實意外後果的誇大。1906年，鐵路外科醫生威利斯·金（Willis King）聲稱96%的索償者實際上是在裝病。 一種常見且備受鐵路外科醫生激烈爭論的索償病症被稱為「鐵路脊柱症候群」。在1866年至1890年間，醫學文獻上發表了超過一百篇關於此主題的論文。 在這種情況下，病人報告出現頭痛或失憶等腦部症狀，但脊柱沒有可見的損傷。這種病症最早由丹麥裔英國外科醫生約翰·埃里克·埃里克森描述。埃里克森認為這種病症是生理性的，由脊髓發炎引起。他將其與症狀和成因相似的腦膜炎作比較。其他人，例如倫敦和西北鐵路的外科醫生赫伯特·W·佩奇，則認為這是心理性的，或者像美國醫學會1918年主席阿瑟·迪安·貝文那樣，認為是徹頭徹尾的偽裝。鐵路外科醫生普遍對這種病症持懷疑態度，並且不喜歡這種暗示鐵路存在特殊傷害的說法。英國外科醫生埃德溫·莫里斯（Edwin Morris）形容這個術語「極應受譴責」。 貝文聲稱曾透過讓一名病人站起來並對其嚴厲說話，在十分鐘內治癒了他。
在英國，數宗重大的火車相撞事故促使國會通過了一項英國國會法令，強制鐵路公司向意外受害者支付賠償。由此產生的數千宗索償中，很大部分是針對鐵路脊柱症候群。在1870年代的五年期間，英國鐵路公司為鐵路脊柱症候群支付了220萬英鎊（1100萬美元）的賠償。 德國實施類似法律後，1871年至1879年間78%的索償是關於背部受傷。到了1900年，針對鐵路脊柱症候群的索償已經減少。從1890年起，更多索償是針對身心症，例如歇斯底里症和喬治·米勒·比爾德提出的神經衰弱，而非像鐵路脊柱症候群這樣的生理性病症。甚至埃里克森本人也同意他最初的病例實際上是創傷性神經衰弱。然而，醫學界對於這些關於裝病和虛假索償的情緒損害索償仍然保持關注。

### 健康與安全
鐵路公司開創了工業醫學和職業安全健康這兩個學科。它們是最早對準員工進行體格檢查的機構。這樣做的動機部分是為了防止針對先前已存在病況的欺詐性索償，同時也是為了提高鐵路安全。巴爾的摩與俄亥俄鐵路在1884年率先實施此做法，並進行了特別徹底的檢查。他們拒絕了7%的申請者。由於需要正確識別訊號，大多數美國鐵路公司在1880年代為所有員工引入了色盲測試。聽力測試也同樣被實施。
色盲測試源於1875年瑞典的拉格倫達鐵路事故。弗里喬夫·霍爾姆格倫對事故進行了調查，結論是事故由司機的色盲所致。 霍爾姆格倫設計了一種基於配對彩色紗線束的測試，供運輸行業使用。然而，霍爾姆格倫的測試不受員工歡迎，並引發了許多關於不公平的投訴。許多公司傾向於使用燈號和旗幟進行測試，但這又與鐵路外科醫生發生衝突，他們擔心非專業人士正在執行醫療測試。 霍爾姆格倫將色盲認定為瑞典撞車事故原因的說法也受到了質疑。
鐵路公司日益透過預防疾病的措施來改善員工的健康。疫苗接種計劃得以推行。火車上的衛生設施以及供水質量成為了關注點。在1920年代，棉花帶鐵路透過一項計劃成功將其工人因瘧疾住院的比例從21.5%降至0.2%。該計劃包括抑制蚊子數量、預防性奎寧治療、教育和血液檢測。

## 世界概況
在十九世紀至二十世紀初，鐵路外科在美國發展得尤為蓬勃。早期的美國鐵路穿越廣闊、人煙稀少的地區，幾乎不可能找到當地的醫療服務。與此同時，美國的鐵路危險性獨特，意外事故率遠高於歐洲鐵路。這些因素，加上挽留熟練員工的困難以及受傷乘客可能採取的法律行動風險，促使美國鐵路公司發展出其他地方所未見的醫療基礎設施和組織規模。
美國與歐洲在風險上的差異主要由經濟因素驅動。歐洲國家人口密度較高，路線較短，每英里軌道的貨運量比美國高。為了盈利，美國的鐵路需要更便宜地建造和營運。這導致了一系列安全問題。與英國鐵路相比，美國鐵路的訊號系統簡陋；美國沒有訊號樓，訊號傳遞主要依賴列車上的工作人員。鐵軌鋪設在薄弱的路基上且固定不牢，導致許多脫軌事故。歐洲大部分軌道是雙軌，而美國通常是單軌。對單軌鐵路控制不善導致了許多碰撞事故。美國的軌道沒有圍欄，導致許多與人畜的碰撞事故。
當然，其他國家的鐵路公司也有鐵路外科醫生。在澳洲和加拿大，鐵路外科醫生在偏遠地區修建主要線路期間被任命。 英國公司則聘用鐵路外科醫生擔任顧問。 然而，只有在美國，鐵路外科醫生才被大量聘用，並形成如此有組織的學科。 印度在廣泛使用鐵路外科醫生方面或許最接近美國，並且這種做法一直持續到今天，但他們似乎直到2000年代才組織起專業協會。

## 美國

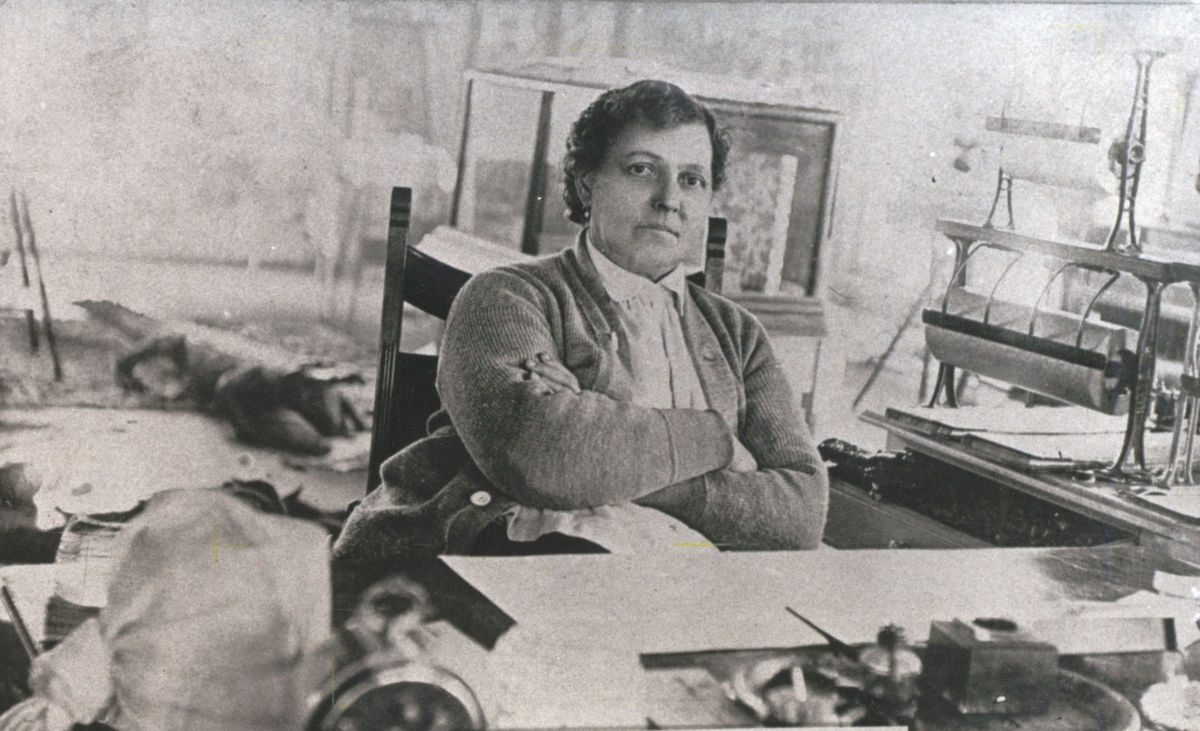
蘇菲·赫爾佐格，美國唯一獲任命的女鐵路外科醫生

美國的鐵路建設始於1828年，到1840年已具相當規模。到1900年，鐵路成為美國最大的產業，僱用了超過一百萬人，遠超其他任何危險行業。 整個19世紀，這些鐵路上發生了數以千計的傷害事故。從1850年到第一次世界大戰，美國鐵路公司發展了自己的醫療安排，以留住工人、照顧乘客和受傷的第三方，並避免法律訴訟。最早的公司鐵路外科醫生例子是1834年巴爾的摩與俄亥俄鐵路的詹姆斯·P·奎因（James P. Quinn），但這種做法直到1850年代才普及。到1850年代末，大多數公司都已設立某種形式的醫療服務。
在十九世紀，根據侵權法提出的賠償法律申索比二十世紀的賠償法要弱。鐵路工人（佔受傷者的大多數）通常無法索償，擅自進入鐵路財產者亦然。然而，乘客可以索償，但賠償金額很低，與現代標準相比，很少有受害者能獲得任何賠償。儘管如此，大量的撞車事故仍然導致了相當數量的法律訴訟。
這些組織開創了工業醫療護理的先河，並早於製造業提供醫療護理（儘管一些礦業公司也有類似做法）。鐵路外科是醫學界的一個重要領域；到第一次世界大戰時，鐵路組織僱用了14,000名醫生，約佔美國醫生總數的10%。鐵路外科獨立於美國醫學會（AMA）運作，鐵路外科醫生不被允許加入該會。醫學界的許多人反對公司醫生，理由是病人的需求與公司的需求之間存在倫理衝突。AMA也不喜歡醫生競標與鐵路公司簽訂本地合約的做法，因為這也引入了商業壓力。
早期鐵路的醫療安排是非正式的。特別是費城與雷丁鐵路，直到1870年代仍沒有正式合約。這導致了許多關於付款的爭議。然而，到了1880年代，所有鐵路公司都有了更正式的安排。他們任命了受薪的首席外科醫生，較大的公司還設有受薪的區域外科醫生。本地醫生則根據合約按固定費用獲得報酬。在西部，由於缺乏現有的醫療設施，導致了由員工資助的醫院的出現。首家此類醫院由中太平洋鐵路於1867年左右設立，仿照美國海員醫院服務處模式。醫院資金來自所有員工（中國員工除外，他們被排除在服務之外）的固定工資扣除。另一種安排是互助組織。首個此類組織由巴爾的摩與俄亥俄鐵路於1880年在1877年鐵路大罷工後設立。其他鐵路公司開始效仿這種模式，部分原因是其有助於緩和勞資衝突。到第一次世界大戰時，約30%（約二百萬）的鐵路工人是這類組織的成員。
到1896年，共有25家鐵路醫院由13家不同的鐵路公司營運。它們每年共治療165,000名病人。其中一些醫院成為了重要的教學醫院，並且普遍資金充裕、設備精良。
第一次世界大戰後，鐵路外科作為一個獨立學科開始衰落。在1930年代的大蕭條期間，隨著包括鐵路在內的各行業減少了對工人醫療保健的投入，它失去了其政治影響力。 與此同時，意外風險持續下降。在1890年至1940年間，乘客和工人的風險分別下降了90%和80%。

## 英國

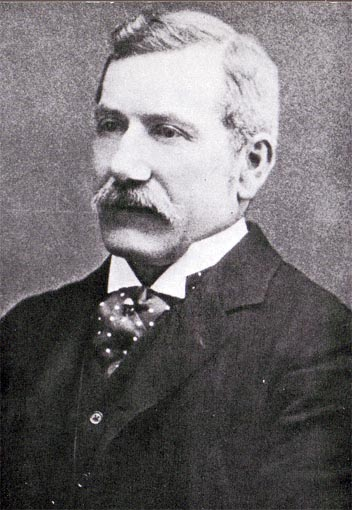
托馬斯·邦德 (英國外科醫生)，大西部鐵路的鐵路外科醫生

世界上首個城際鐵路客運服務是利物浦和曼徹斯特鐵路，於1830年開通。 到1860年，英國已擁有10,000英里的軌道，僱用了180,000人。 儘管是開創者，英國鐵路（以及普遍的歐洲鐵路）比美國線路安全得多，因此傷害事故較少，雖然早期的傷害率按現代標準來看仍然很高。 此外，英國線路並未穿越廣闊、人煙稀少的地區。該國的醫療基礎設施已經相當發達。鐵路公司仍然僱用外科醫生。前面已提及倫敦和西北鐵路的佩奇。另一個例子是托馬斯·邦德，他同時受聘於大東方鐵路和大西部鐵路擔任外科醫生。然而，邦德為鐵路工作的職能主要是作為有關傷害索償的醫療法律顧問，而非實際的外科手術。 不過，他確曾治療過一列他本人乘坐的翻側火車上的傷者。邦德為鐵路做的最後一項主要工作是與1900年斯勞鐵路事故相關的調查。 邦德還為希思（Heath）的《實用外科詞典》（Dictionary of Practical Surgery）撰寫了一篇關於鐵路傷害的長文。 曼徹斯特、謝菲爾德和林肯郡鐵路及大北方鐵路的外科醫生詹姆斯·O·弗萊徹（James O. Fletcher）的情況也類似，他撰寫了《鐵路的醫療面向》（Railways in Their Medical Aspects）一書。弗萊徹的書討論了許多他檢查或治療術後病人的案例，並詳細討論了醫療法律問題。然而，他並未引用任何一個他自己或鐵路同事進行緊急手術的例子。
英國首個專門的急症室服務與曼徹斯特運河的修建（1887–1894年）有關，而非鐵路。然而，負責的土木工程師托馬斯·A·沃克具有在世界各地，特別是在加拿大修建鐵路的背景，在那裡他有僱用英國築路工人的經驗。他也負責修建倫敦的區域鐵路。沃克正確地預測到運河建設期間會有高發生率的意外。他沿線建立並配備了一系列急症醫院和急救站，為17,000名工人提供服務。這些設施透過專門建造的鐵路與工地相連。這項服務透過強制性的工人繳費來資助。建設期間總共發生了3,000宗傷害事故和130宗死亡事故。

## 印度

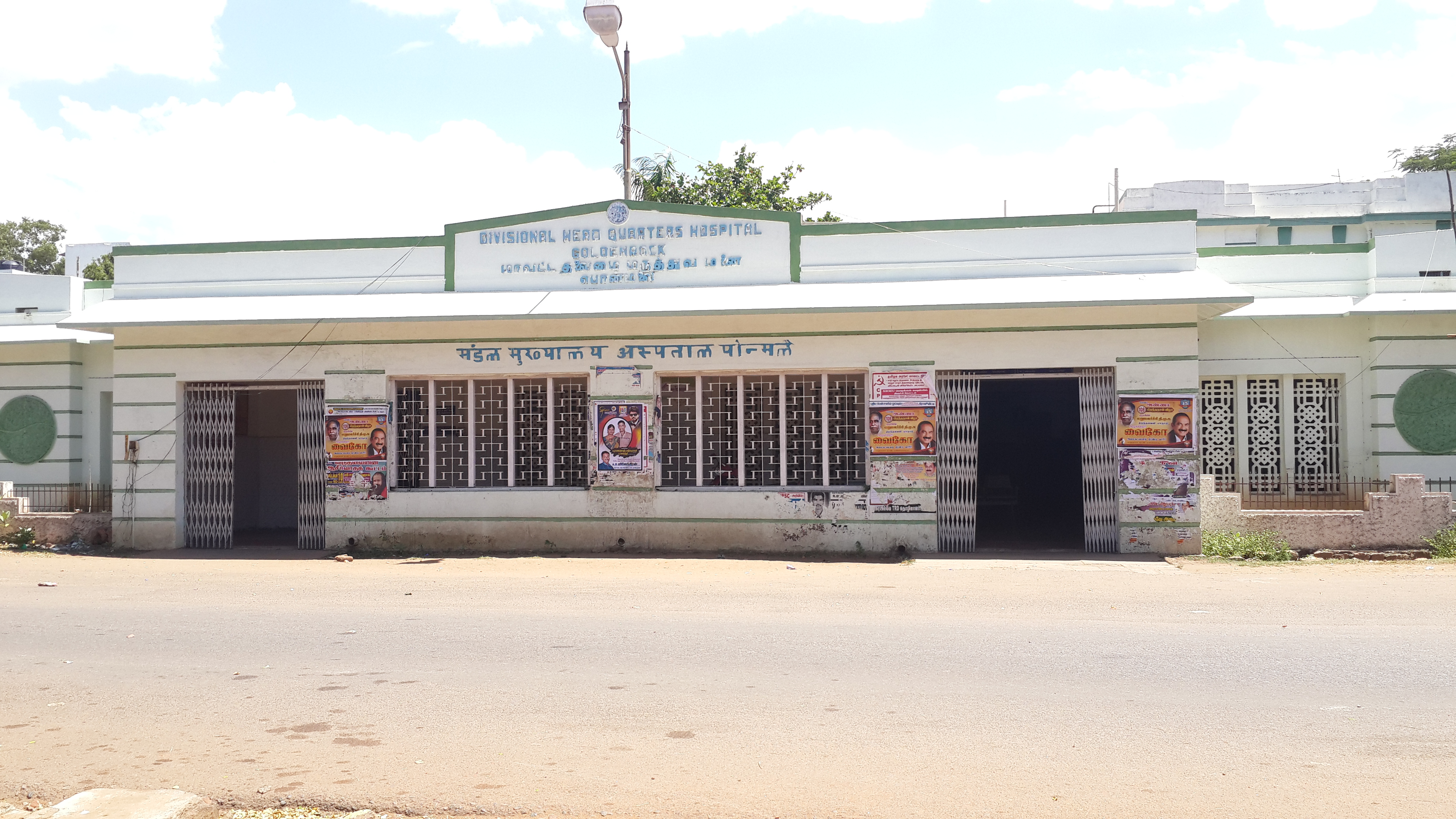
位於泰米爾納德邦蒂魯吉拉伯利金石城的分區鐵路醫院

印度的鐵路建設始於英屬印度時期。首條客運服務於1853年在孟買和塔那之間開通。 如同美國許多地區一樣，當地沒有預先存在的醫療基礎設施。醫療設施必須完全由鐵路公司自己提供。這一需求以及其他社會需要，導致了鐵路「殖民地」（colonies）的建立，以安置鐵路工人及其家屬。例如，比哈爾邦賈馬爾普爾的鐵路殖民地成立於1862年。 到1869年，東印度鐵路公司在賈馬爾普爾僱用了一名鐵路外科醫生和四名助手，負責照顧該殖民地的800名居民以及超過200英里的鐵路線。這段線路每年約有200宗意外需要處理，但這並非他們唯一的職責。他們還擔任殖民地的普通科醫生，包括接生。
到1956年，鐵路已建立了80家醫院和426家藥房。此外，流動鐵路外科醫生為駐紮在線路沿線的鐵路員工提供服務。 這種由鐵路殖民地、醫務人員和醫院組成的基礎設施至今仍由鐵路維持。一個主要的鐵路殖民地例子是位於西孟加拉邦卡拉格普爾的殖民地，建立於1898–1900年。 它為印度最大的鐵路工場之一提供服務。 一個主要的鐵路醫院例子是位於欽奈的南方鐵路總部醫院。南方鐵路區也維持著像金石城分區鐵路醫院這樣的分區醫院，印度鐵路的其他區域也是如此。

## 醫院列車
醫院列車在鐵路時代早期就已投入使用，但通常是在戰時，始於1855年的克里米亞戰爭。 對於常規的民用，它們在鐵路外科時期算是較晚的發展。在美國，一些鐵路公司使用一種可以掛接在火車上的醫院車廂，將外科醫生和工作人員連同所有必需設備運送到事故現場。車廂內設有手術室和若干供病人在康復室使用的床位。醫院車廂顯著改善了受害者的治療效果。 這些流動醫院是美國陸軍流動陸軍外科醫院的前身。

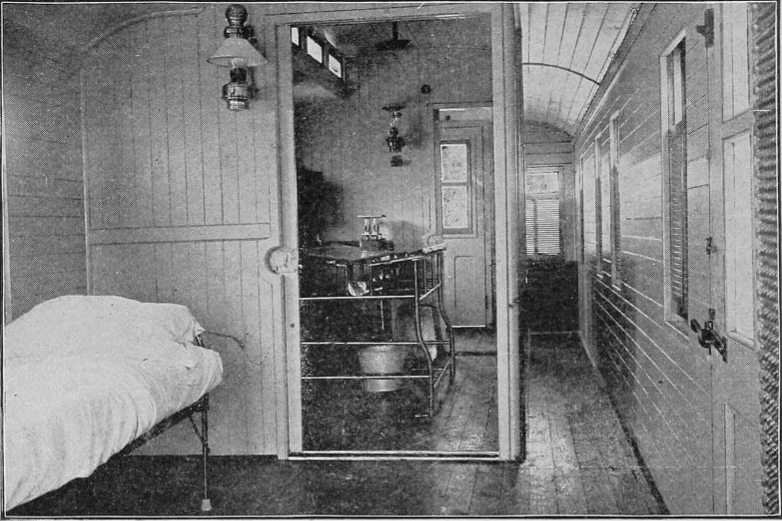
佛羅里達州普蘭特系統所屬的一輛醫院列車，望向手術室的視角

印度鐵路於1991年推出了生命線快車醫院列車。其目的是服務印度農村貧困人口的需求。2007年，一列現代化的醫院列車——新生命線快車取代了它。

## 期刊與組織
從1880年代起，專門針對鐵路外科的學會開始成立。首個此類學會是瓦巴什外科協會（Surgical Society of the Wabash），成立於1881年，由瓦巴什鐵路的首席外科醫生組織。首次會議僅有22人參加，發表了兩篇論文。此後不久，許多以公司為中心的組織紛紛成立。賓夕法尼亞鐵路組織是1888年成立全國鐵路外科醫生協會（NARS）的主要推動者。首次會議有二百人參加，到1891年會員人數已增至近千人。 然而，NARS的存在時間很短，在1920年代隨著工業擴張導致鐵路不再具有獨特的醫療需求而消亡。儘管如此，在此之後仍有一段時間有執業的鐵路外科醫生。
1891年，《鐵路時代》（Railway Age）期刊開設了一個關於鐵路外科的專欄，內容包括NARS的會議記錄。編輯R·哈維·里德（R. Harvey Reed）是NARS的創會會員，但他後來離開並成立了更具排他性的美國鐵路外科醫生學會。這兩個組織一直相互競爭，直到1904年合併成立美國鐵路外科醫生協會（American Association of Railway Surgeons，AARS）。《鐵路外科醫生》期刊於1894年創刊，取代《鐵路時代》成為NARS的官方期刊，但也刊登來自美國學會的文章。 該期刊是NARS（1894–1897年）國際鐵路外科醫生協會（International Association of Railway Surgeons）（1897–1904年）以及AARS（1904–1929年）的官方期刊。
多年來《鐵路外科醫生》期刊名稱和隸屬關係的變化，反映了鐵路外科被納入更廣泛的職業健康領域以及工業醫學的普及。《鐵路外科醫生》（Railway Surgeon, 1894–1904年）變為《鐵路外科期刊》（Railway Surgical Journal, 1904–1921年）， 再變為《專注於創傷與工業外科的外科期刊》（Surgical Journal Devoted to Traumatic and Industrial Surgery, 1921–1929年）， 被《國際內外科學期刊》（International Journal of Medicine and Surgery, 1923–1935年） 與《工業醫學》（Industrial Medicine, 1932–1935年） 合併，成為《國際工業醫學與外科期刊》（International Journal of Industrial Medicine and Surgery, 1935–1949年），再變為《工業醫學與外科》（Industrial Medicine and Surgery, 1949–1967年）， 變為《IMS，工業醫學與外科》（IMS, Industrial Medicine and Surgery, 1968–1973年）， 變為《國際職業健康與安全期刊》（The International Journal of Occupational Health and Safety, 1974–1975年）， 最後成為《職業健康與安全》（Occupational Health and Safety, 1976年至今）。
對埃里克森和「鐵路脊柱症候群」的批評在美國尤為激烈，NARS及其期刊《鐵路外科醫生》引領了這場抨擊。由於投入了大量精力來否定該病症的醫學有效性，一位作者甚至聲稱這個問題是該協會存在的理由。在NARS中，公開反對埃里克森的著名人物是密蘇里太平洋鐵路的首席外科醫生沃倫·貝爾·奧頓（Warren Bell Outten）。
在印度，印度鐵路外科醫生協會（Association of Railway Surgeons of India）於2001年舉行了首次年會。

## 著名鐵路外科醫生
- 安德魯·塞克斯頓·格雷（英语：Andrew Sexton Gray） (1826–1907)，澳洲維多利亞省吉朗至巴拉瑞特鐵路線（英语：Geelong–Ballarat railway line）建設期間的駐地鐵路外科醫生，[83]
- 克里斯蒂安·貝里·斯特曼（Christian Berry Stemen）(1836–1915)，賓夕法尼亞鐵路首席外科醫生，創辦《鐵路外科醫生》期刊，撰寫了1890年最早關於鐵路外科的書籍，並創立了泰勒大學（英语：Taylor University），[84]
- 托馬斯·邦德（英语：Thomas Bond (British physician)） (1841–1901)，英國大東方鐵路和大西部鐵路的顧問外科醫生，更著名的是他對開膛手傑克案件的調查，[85]
- 沃倫·貝爾·奧頓（Warren Bell Outten）(1844–1911)，[86] 密蘇里太平洋鐵路首席外科醫生，全國鐵路外科醫生協會的領導者，以及埃里克森的激烈批評者，[87]
- 赫伯特·W·佩奇（英语：Herbert W. Page） (1845–1926)，[88] 英國倫敦和西北鐵路的顧問外科醫生，埃里克森的反對者，[89]
- 蘇菲·赫爾佐格（英语：Sofie Herzog） (1846–1925)，聖路易斯、布朗斯維爾和墨西哥鐵路（英语：St. Louis, Brownsville and Mexico Railway）的首席外科醫生，公司總部在任命時未意識到她是女性，曾試圖讓她辭職但未成功，[90]
- 莫里斯·麥克唐納·西摩（英语：Maurice Macdonald Seymour） (1857–1929)，曼尼托巴西南鐵路（英语：Manitoba South-Western Railway）的首席外科醫生，以及加拿大太平洋鐵路建設期間的鐵路外科醫生，[91]
- 克林頓·B·赫里克（Clinton B. Herrick）(生於1859年)，紐約州鐵路外科醫生協會主席，權威鐵路外科教科書的作者，[92]
- 埃文·奧尼爾·凱恩（英语：Evan O'Neill Kane） (1861–1932)，曾為美國五家不同鐵路公司擔任鐵路外科醫生。[93]